# Okmulgee
Okmulgee ist eine City in Okmulgee County im Bundesstaat Oklahoma in den Vereinigten Staaten von Amerika.
Das U.S. Census Bureau hat bei der Volkszählung 2020 eine Einwohnerzahl von 11.322 ermittelt.
Die Kleinstadt ist der Verwaltungssitz des Countys und seit dem Sezessionskrieg die Hauptstadt der Nation der Muskogee, einem indianischen Volk. Das Wort „Okmulgee“ stammt aus der Sprache der Muskogee und bedeutet Kochendes oder blubberndes Wasser. Der Ort für die Siedlung wurde gewählt, weil die Muskogee glaubten, dass er sicher vor Tornados sei.

## Geographie
Okmulgee liegt bei den Koordinaten N 35° 37″ 28′ und W 95° 57″ 48′. Nach Angaben des United States Census Bureau umfasst das Gebiet der Stadt 51,7 Quadratkilometer, davon sind 44,6 km² Land– und 7,2 km² Wasserfläche. Ein Teil davon liegt im angrenzenden Okfuskee County.

## Demographie
Nach der Volkszählung im Jahr 2000 lebten hier 13.022 Menschen in 5.135 Haushalten und 3.291 Familien. Die Bevölkerungsdichte beträgt 392,2 Einwohner pro km². Ethnisch betrachtet setzt sich die Bevölkerung zusammen aus 58,85 % weißer Bevölkerung, 13,61 % Indianern, 21,29 % Afroamerikanern, 0,29 % Asiaten, 5,41 % stammen von zwei oder mehr Ethnien ab. 1,83 % der Bevölkerung sind spanischer oder lateinamerikanischer Abstammung.
Von den 5.135 Haushalten hatten 30 % Kinder unter 18 Jahren, die bei ihnen lebten, 42,7 % davon waren verheiratete, zusammenlebende Paare, 17,6 waren allein erziehende Mütter und 35,9 % waren keine Familien. 32,1 % bestanden aus Singlehaushalten und in 14 % lebten Menschen mit 65 Jahren oder älter. Die Durchschnittshaushaltsgröße betrug 2,38 und die durchschnittliche Familiengröße war 3,00 Personen.
25,4 % der Bevölkerung waren unter 18 Jahre alt. 12,7 % zwischen 18 und 24 Jahre, 24,3 % zwischen 25 und 44 Jahre, 21,1 % zwischen 45 und 64, und 16,5 % waren 65 Jahre alt oder älter. Das Durchschnittsalter betrug 36 Jahre. Auf 100 weibliche Personen kamen 93,3 männliche Personen. Auf 100 Frauen im Alter von 18 Jahren oder darüber kamen 87,5 Männer.
Das jährliche Durchschnittseinkommen eines Haushalts betrug $24.344 und das jährliche Durchschnittseinkommen einer Familie betrug $31.015. Männer hatten ein durchschnittliches Einkommen von $26.105 gegenüber den Frauen mit $19.722. Das Prokopfeinkommen betrug $13.633. 24,1 % der Bevölkerung und 19,6 % der Familien lebten unterhalb der Armutsgrenze. 33,0 % von ihnen sind Kinder und Jugendliche unter 18 Jahre und 14,1 % sind 65 Jahre oder älter.

## Persönlichkeiten
- Samuel Checote, Grabstätte des ersten gewählten Häuptlings der Muskogee Nation nach dem Sezessionskrieg;[2][3] nach ihm ist die Gemeinde Checotah in Oklahoma benannt.
- Oscar Pettiford (1922–1960), Jazzmusiker
- Wright King (1923–2018), Schauspieler
- Will Sampson (1933–1987), Schauspieler
- David Obey (* 1938), Mitglied des Kongresses
- Joyce Cobb (* 1945), Jazz- und R&B-Sängerin
- Bill Self (* 1962), Basketballtrainer